# Peyrefitte-du-Razès
Peyrefitte-du-Razès ist eine französische Gemeinde mit 54 Einwohnern (Stand: 1. Januar 2022) im Département Aude in der Region Okzitanien. Sie gehört zum Kanton La Haute-Vallée de l’Aude und zum Arrondissement Limoux. 
Die Gemeinde grenzt im Nordwesten an Val de Lambronne mit Gueytes-et-Labastide, im Norden an Escueillens-et-Saint-Just-de-Bélengard, im Nordosten an Monthaut, im Osten an Pomy, im Südosten an Courtauly und im Südwesten an Corbières.

## Bevölkerungsentwicklung
| Jahr      | 1962 | 1968 | 1975 | 1982 | 1990 | 1999 | 2008 | 2015 |
| --------- | ---- | ---- | ---- | ---- | ---- | ---- | ---- | ---- |
| Einwohner | 80   | 77   | 59   | 46   | 44   | 37   | 53   | 43   |

## Sehenswürdigkeiten

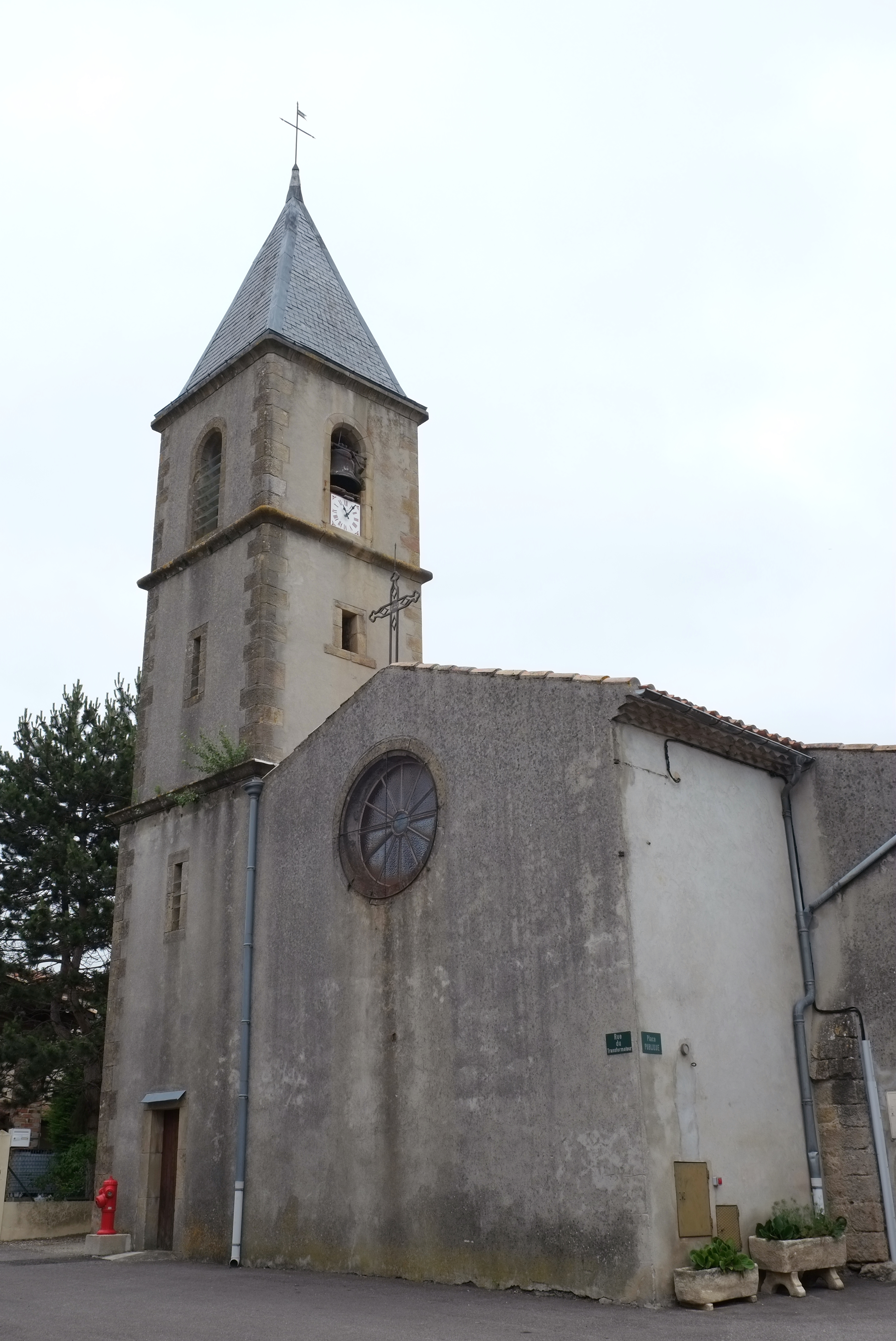
Kirche Saint-Jean-Baptiste
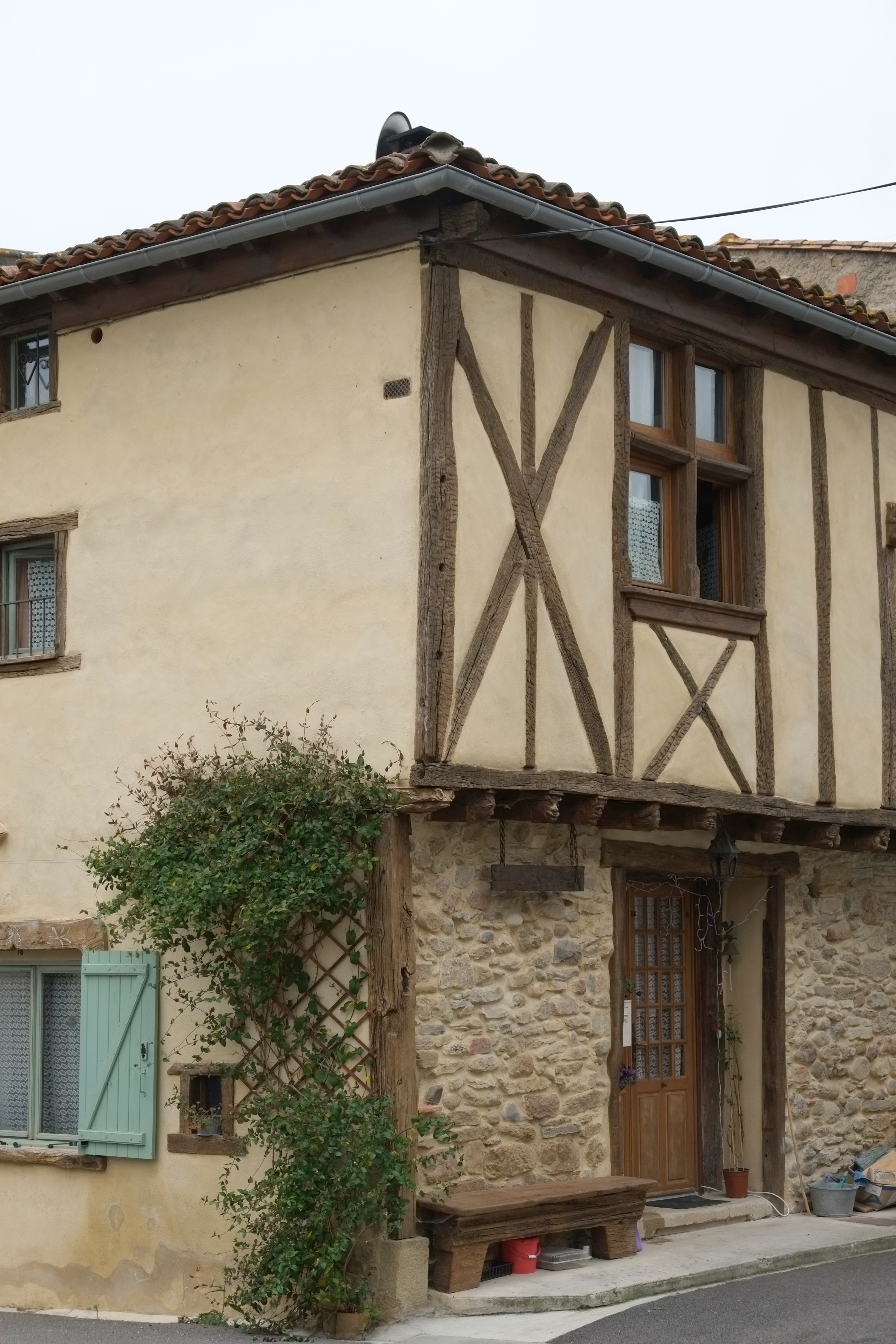
Fachwerkhaus

- Kirche Saint-Jean-Baptiste
- Fachwerkhaus